# Ziad Abu Amr
Ziad Abu Amr (en árabe: زياد أبو عمرو‎; Gaza, 22 de enero de 1950) es un político palestino, escritor y miembro del Consejo Legislativo Palestino. Es miembro independiente del Comité Ejecutivo de la OLP. Del 18 de marzo de 2007 al 17 de junio de 2007 fue ministro de Asuntos Exteriores de la Autoridad Nacional Palestina. El 6 de junio de 2013, fue nombrado vice primer ministro de la Autoridad Palestina por el presidente Mahmoud Abbas, terminando su cargo el 31 de marzo de 2024

## Primeros años
Nació en Gaza el 22 de junio de 1950, Abu Amr asistió a la Universidad de Damasco en Siria, donde obtuvo una licenciatura en literatura y lengua inglesa en 1973. Estudió en la Universidad de Georgetown en Washington D. C., consiguió una maestría en Estudios Árabes del Centro de Estudios Árabes Contemporáneos en 1979 y un doctorado en Filosofía y Política comparada en 1985. Tras trabajar como profesor en Baréin, Omán y Siria en la década de 1970, enseñó ciencias políticas en la Universidad Birzeit de 1985 a 1993.

## Carrera política
Se postuló como candidato independiente en las elecciones generales palestinas de 1996, obteniendo un asiento en el Consejo Legislativo Palestino (CPL) en representación de Gaza. Durante este período fue presidente del comité político del CPL. Se reelegió en las elecciones legislativas de 2006, obteniendo 55,748 votos.

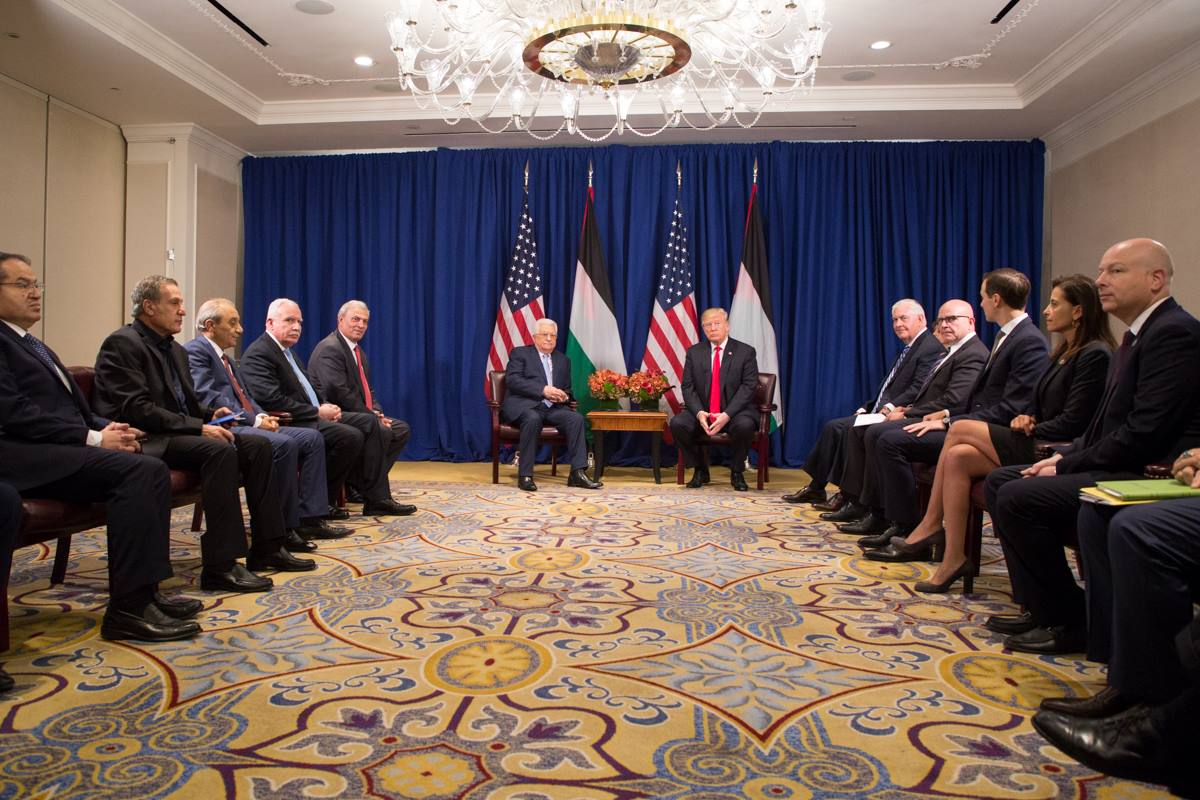
Ziad Abu Amr (primero a la izquierda) con Donald J. Trump y Mahmoud Abbas en la Asamblea General de las Naciones Unidas, 20 de septiembre de 2017.

De abril a octubre de 2003 fue ministro de Cultura en el gobierno del entonces primer ministro Mahmoud Abbas.
Tras un período violento entre facciones en los territorios palestinos a principios de 2007, el gobierno palestino dimitió el 15 de febrero del mismo año. El primer ministro Ismail Haniyeh formó un nuevo gobierno y nombró a Abu Amr como ministro de Relaciones Exteriores. El gabinete fue aprobado por el CPL y sus miembros asumieron sus cargos el 18 de marzo de 2007.
El 6 de junio de 2013, a Abu Amr se le otorgó el puesto de vice primer ministro de la Autoridad Nacional Palestina por el presidente Mahmoud Abbas.
Está asociado con distintas asociaciones políticas, como son el Centro Palestino en Washington D. C., el Consejo Palestino de Relaciones Exteriores, la Sociedad Académica Palestina para el Estudio de Asuntos Internacionales (PASSIA) y MIFTAH.

## Ideología política y opiniones
Abu Amr es considerado como un político reformista y parte de la "guardia joven" de los líderes palestinos. En ocasiones ha sido crítico con la administración y los servicios de seguridad de la Autoridad Palestina.  Ha actuado como mediador en conversaciones entre Hamás y Fatah, además de ser ampliamente respetado por ambos grupos. 
Ha sido llamado un defensor de la democracia y las elecciones democráticas, ha sido partidario de la representación de grupos de oposición como Hamás y la Jihad Islámica, argumetando que esto les haría más responsables de sus acciones. 
En 2025, Middle East Eye informó que Abu Amr fue clave a la hora de proponer un plan para utilizar las fuerzas de seguridad nacionales de Palestina para luchar por el control de la Franja de Gaza por parte de Palestina.

## Vida personal
Abu Amr está casado y es padre de cinco hijos; actualmente vive en Ramallah, Cisjordania. Es autor de varios libros, entre los que más destacan se encuentra Fundamentalismo islámico en Cisjordania y Gaza: los Hermanos Musulmanes y la Jihad Islámica. Abu Amr tiene nacionalidad estadounidense.